# Luperina innota
Luperina innota är en fjärilsart som beskrevs av Smith 1908. Luperina innota ingår i släktet Luperina och familjen nattflyn. Inga underarter finns listade i Catalogue of Life.